# The Little Red Schoolbook
Micul manual roșu (în engleză: The Little Red Schoolbook, iar în daneză: Den Lille Røde Bog For Skoleelever) este o carte scrisă de doi profesori danezi, Søren Hansen și Jesper Jensen în 1969.
Lucrarea era adresată tineretului și conținea, pe lângă norme și precepte sociale, și o parte dedicată sexualității și drogurilor, ceea ce a stârnit puternice controverse și reacții ostile.
În unele țări, unde cartea a fost publicată, s-a ajuns chiar la cenzurarea acesteia.
S-a invocat motivul că mesajul cărții ar fi obscen, iar ideile susținute aici ar conduce la degradare și anarhie pentru tânăra generație.
Cartea aducea la lumină subiecte tabu pentru acea perioadă și nu s-a bucurat de o recepție favorabilă nici din partea oamenilor politici.